# رادنکوواتس
رادنکوواتس (به صربی: Radenkovac) یک منطقهٔ مسکونی در صربستان است که در سوکوبانگا واقع شده‌است. رادنکوواتس ۱۱۴ نفر جمعیت دارد.